# Mark Lowry

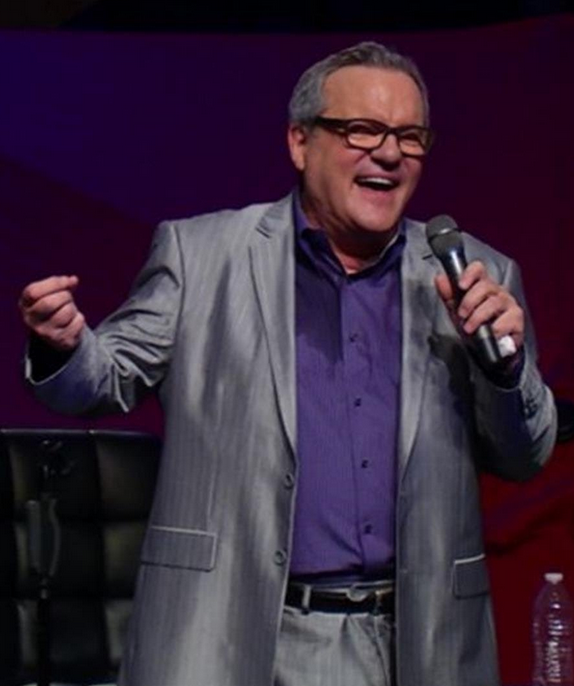
Mark Lowry

Mark Alan Lowry (Houston, 24 juni 1958) is een Amerikaanse christelijke zanger, komiek en songwriter. Hij staat bekend om het schrijven van het lied "Mary, Did You Know?" en als lid van het Gaither Vocal Band van 1988 tot 2001, en 2009 tot 2013, samen met Michael English, David Phelps en Bill Gaither. Lowry heeft twaalf albums opgenomen, zowel muziek als comedy.

## Vroege leven
Lowry werd geboren als kind van Charles Lowry, een advocaat, en Beverly Lowry. Hij gebruikt vaak anekdotes uit zijn jonge leven in zijn komedie, en spreekt ook over zijn ervaring met hyperactiviteit en aandachtstekortstoornis in zijn optredens. Hij beschrijft zichzelf als "Poster Boy for Hyperactivity".

## Vroege carrière
Terwijl hij naar het Liberty Baptist College ging (nu bekend als Liberty University), sloot Lowry zich aan bij een college-evangelisatieteam, gestart door Charles Hughes en David Musselman, en begon te zingen. Zijn comedycarrière begon onvoorzien vanaf hier. Er zou een langgerekte pauze in zijn zangprestatie zijn terwijl hij wachtte tot de soundtrack werd veranderd. Lowry begon deze pauze te vullen met een monoloog. Hij besefte al snel dat het publiek bij zijn uitvoeringen niet om hem maar om zijn monologen lachte.
In 1978 raakte Lowry zwaar gewond bij een auto-ongeluk in de buurt van Carlisle (Pennsylvania), terwijl hij toerde met zijn universiteitsevangelistenteam. Hij had elf gebroken botten en bracht veel tijd door met fysiotherapie en herstelde van het ongeluk.

## Mary, Did You Know?
In 1984 schreef Lowry de tekst van het lied "Mary, Did You Know?". Toen hem werd gevraagd een script te schrijven voor een kerkelijk kerstspel. Hij schreef een reeks vragen die hij aan Maria, de moeder van Jezus, zou willen stellen. Deze vragen werden gebruikt tussen de scènes van het stuk. In de loop van het volgende decennium probeerde Lowry om muziek te vinden die het lied zou voltooien. Uiteindelijk schreef muzikant en songwriter Buddy Greene de muziek aan het nummer. Het Christmas-play-script werd toen het lied.
Het lied is een populair kerstlied geworden, uitgevoerd door meer dan dertig artiesten waaronder Cee Lo Green, Clay Aiken, Kenny Rogers, Wynonna Judd, Michael English, Daniel Childs, Natalie Cole, Pippa Wilson, Kathy Mattea, Michael Crawford, Zara Larsson, Peter Hollens en Pentatonix.

## The Gaither Vocal Band
In 1988 werd Lowry benaderd door Bill Gaither en gevraagd om zich bij de Gaither Vocal Band aan te sluiten als de bariton. Lowry's carrière bij de band besloeg dertien jaar tijdens zijn eerste periode met de groep. Zijn capriolen op het podium waren populair bij het publiek. Als gevolg daarvan werd hij de co-host van de vele concerten en shows uitgevoerd door Gaither en de Vocal Band, met Gaither als tegenspeler bij Lowry's capriolen.
In juni 2001 nam Lowry ontslag bij het Gaither Vocal Band nadat hij langer met de groep had gespeeld dan enig ander lid behalve Gaither zelf. Daarna bracht Lowry verschillende soloalbums uit, waaronder I Love to Tell the Story, A Hymns Collection.
Op 14 januari 2009 werd aangekondigd dat Lowry zou terugkeren naar de Gaither Vocal Band met behoud van zijn solocarrière. In oktober 2013 werd aangekondigd dat Lowry en Michael English de groep zouden verlaten om meer tijd te besteden aan hun solocarrière. Lowry bleef aan het einde van het jaar.
Lowry is regelmatig op tournee door de Verenigde Staten voor het uitvoeren van zijn muziek- en komedieconcerten en het opnemen van muziek- en comedy-CD's en -video's. Hij registreert en publiceert verschillende iPod-podcasts, waaronder "Zaterdagen met Mark en Tony", een wekelijkse podcast met Tony Campolo. Hij is medeorganisator van Bill Gaithers Homecoming Radio met Bill Gaither en Phil Brower. Vanaf maart 2011 was hij een frequente co-host van het tv-programma Red Letter Christians met Tony Campolo

## Video's
Lowry's eerste video was Mark Lowry: My First Comedy Video, gemaakt in 1988. Vervolgens maakte hij Mark Lowry: The Last Word in 1992 in het Tivoli Theatre in Chattanooga, Tennessee. Hij produceerde Mark Lowry: Mouth in Motion in 1993 bij Carpenter's Home Church in Lakeland (Florida). Het album won een Dove Award voor Long Form Music Video of the Year op de 25e GMA Dove Awards in 1994. Hij maakte Mark Lowry: Remotely Controlled in 1995. Mark Lowry op Broadway werd uitgevoerd en vastgelegd op DVD in het Beacon Theatre in NYC in 2000, en Mark Lowry Goes to Hollywood werd in januari 2005 uitgevoerd en op DVD vastgelegd in het Cerritos Center in Cerritos (Californië).

## Familie
Lowry is alleenstaand en heeft geen kinderen. Hij heeft een broer, een zuster, drie nichten en drie neven.
- Gemeinsame Normdatei: 119507544
- International Standard Name Identifier: 0000 0000 5773 5818
- Library of Congress Control Number: n92035434
- MusicBrainz: c55b50e3-5f4e-461d-bf29-79d2c2c364c5
- Virtual International Authority File: 79428206
- WorldCat: E39PBJkp8CKmfdGKvDGptrFh73